# Karl von Richthofen
Karl Otto Johannes Theresius von Richthofen, född 30 maj 1811, död 7 mars 1888, var en tysk friherre, rättshistoriker och filolog. 
Richthofen var 1842–1860 professor i rättshistoria vid Berlins universitet samt blev 1849 ledamot av Erfurtparlamentet och senare av preussiska lantdagen. Huvudämne för hans studier var den forngermanska rätten, särskilt den frisiska: Altfriesische Rechtsquellen (1840), Altfriesisches Wörterbuch (samma år) och Untersuchungen über friesische Rechtsgeschichte I–III (1880–1886). I "Monumenta Germaniæ historica" utgav han de karolingiska lagarna "Lex frisionum" ("Leges" III; 1863) och "Lex saxonum" ("Leges" V; 1875) samt, särskilt, undersökningen Zur Lex saxonum (1868). Tillsammans med Kries lämnade han en redogörelse för Die englische Armenpflege (1863).